# Barbara Wohlmuth

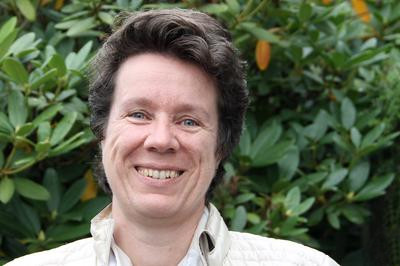
Barbara Wohlmuth

Barbara Wohlmuth (geboren 13. Oktober 1967) ist eine deutsche Mathematikerin. Seit 2010 ist sie Professorin für Numerische Mathematik an der TU München. 

## Leben und Wirken
Barbara Wohlmuth studierte an der Universität Grenoble und der Technischen Universität München, wo sie 1995 bei Ronald Hoppe promovierte (Adaptive Multilevel-Finite-Elemente Methoden zur Lösung elliptischer Randwertprobleme). Anschließend bereitete sie als wissenschaftliche Mitarbeiterin an der Universität Augsburg ihre Habilitation (2000) vor. Dabei war sie auch ein Jahr am Courant Institute of Mathematical Sciences of New York University.
2000 folgte sie einem Ruf als Professorin für Angewandte Mathematik an die Universität Stuttgart. Seit 2010 ist sie Professorin für Numerische Mathematik an der TU München.
Schwerpunkt ihrer Arbeit ist die Numerik partieller Differentialgleichungen und Finite-Elemente-Methoden mit Anwendung in Festkörpermechanik und nichtlinearer Mechanik.
Sie war Gastprofessorin in Frankreich und an der Chinesischen Universität Hongkong. 

## Auszeichnungen und Ehrungen (Auswahl)
- 2005: Sacchi-Landriani-Preis Accademia di Scienze e Lettere in Mailand
- 2012: Leibniz-Preis auf dem Gebiet Numerische Mathematik
- 2014: Emmy Noether Lecture der Deutschen Mathematiker-Vereinigung[2]
- 2016: Plenarvortrag auf dem Europäischen Mathematikerkongress (Complexity reduction techniques for the numerical solution of PDEs)
- 2020: Fellow der Society for Industrial and Applied Mathematics[3]
- 2022: Aufnahme als Mitglied der Sektion Mathematik in die Nationale Akademie der Wissenschaften Leopoldina[4]

## Mitgliedschaften (Auswahl)
Barbara Wohlmuth ist im wissenschaftlichen Beirat des Weierstraß-Instituts und war Mitherausgeberin des SIAM Journal of Scientific Computing.
Seit Dezember 2019 ist sie Mitglied des Wissenschaftlichen Beirats des Heidelberg Institut für Theoretische Studien (HITS).